# Total Divas (3-й сезон)
Total Divas — американское реалити-шоу, премьера которого состоялась 28 июля 2013 года на телеканале E!. Шоу дает возможность посмотреть на жизнь Див WWE вне ринга и сюжетных историй WWE, показана не только работа, но и личная жизнь. За кадром показано множество моментов того, что происходит за кулисами с участием Див. Второй сезон закончился 1 июня 2014 года собрав у телеэкранов в среднем 1.54 миллиона зрителей.

## Производство
Реалити дает зрителям возможность посмотреть на жизнь Див WWE не только во время работы в WWE но и окунутся в перипетии лично жизни. Так же показано множество моментов того что происходит за кадром, за кулисами, вне ринга. 19 мая 2014 года, телеканалом E! было объявлено, что премьера третьего сезона Total Divas состоится 7 сентября 2014 года, а к актерскому составу присоединится Роза Мендес. Начиная с середины сезона к актёрскому составу тотальны Див присоединились Пэйдж и Алисия Фокс В отличие от других программ WWE, большинство исполнителей помимо ринг неймов используют свои настоящие имена, что приводит к тому, что Кэмерон, Наоми, Наталья, Джимми Усо и Тайсон Кидд упоминаются как Ариана, Тринити, Нэтти, Джонатан и Ти-Джей соответственно.

## В ролях

### Главные роли
| Актёр       | Роль                            |
| ----------- | ------------------------------- |
| Алисия Фокс | (Виктория Элизабет Кроуфорд)    |
| Бри Белла   | (Брианна Моник Даниэльсон)      |
| Ева Мари    | (Натали Мари Койл)              |
| Кэмерон     | (Ариан Николь Эндрю)            |
| Наоми       | (Тринити Фату)                  |
| Наталья     | (Натали Кэтрин Нейдхарт-Уилсон) |
| Никки Белла | (Стефани Николь Гарсия-Колас)   |
| Пейдж       | (Сарая-Джейд Бевис)             |
| Роза Мендес | (Милена Летиция Рука)           |
| Саммер Рэй  | (Даниель Луиза Мойнет)          |

### Второстепенные герои
| Актёр            | Роль                                         |
| ---------------- | -------------------------------------------- |
| Дэниел Брайан    | (муж Бри)                                    |
| Винсент Исаян    | (парень Кэмерон)                             |
| Джонатан Койл    | (муж Евы Мари)                               |
| Джон Сина        | (жених Никки)                                |
| Тайсон Кидд      | (муж Натальи)                                |
| Марк Каррано     | (Старший директор WWE по связям с талантами) |
| Кэти Колас       | (мать Бри и Никки)                           |
| Джей Джей Гарсиа | (брат Бри и Никки)                           |

### Гости
| Актёр         | Роль                       |
| ------------- | -------------------------- |
| Биг И         | (Этторе Юэн)               |
| Джо Джо       | (Джозеанн Алекси Офферман) |
| Джимми Усо    | (муж Наоми)                |
| Джим Нейдхарт | (отец Натальи)             |
| Дольф Зигглер | (Николас Теодор Немет)     |
| Сандра Грей   | (стилист WWE)              |
| Элли Нейдхарт | (мать Натальи)             |
| Эмма          | (Тениль Эверил Дэшвуд)     |

## Эпизоды
| № сезона | № серии | Название                                                 | Дата премьеры         | Произв. код | Зрители в США (млн) |
| --- | ------- | -------------------------------------------------------- | --------------------- | ----------- | ------------------- |
| 26 | 1       | «Сохранение яйцеклетки» «Eggs Over Freezing»             | 7 сентября 2014 года  | 301         | 1.20                |
| Третий сезон начинается с того, что Никки планирует будущее без своего парня Джона Сины. Тем временем жизнь Евы переворачивается с ног на голову, когда ей приходится выбирать между семьей и мужем. Помимо всего бывшая Дива вернулась чтоб раскрыть мрачную тайну, после чего напряженность сильно возросла.           |         |                                                          |                       |             |                     |
| 27 | 2       | «Мой брак, мои проблемы» «Mo' Marriage, Mo' Problems»    | 14 сентября 2014 года | 302         | 0.97                |
| Бри сожалеет, что поссорилась с мужем, после того как он сообщил ей плохие новости. Секрет Никки привёл к тому что Джон начал опасаться окончания их отношений, а Тринити ошарашена тем, что Ариана ставит под угрозу будущее команды Funkadactyls.                                                                      |         |                                                          |                       |             |                     |
| 28 | 3       | «Придорожная драка» «Roadside Rumble»                    | 21 сентября 2014 года | 303         | 1.18                |
| Рестлинг карьера Бри и Брайана находится под угрозой, а попытка Бри спасти их будущее ставит Никки в трудное положение с Джоном. Тем временем Роза провалила попытку примирить двух врагов, и свадебное противостояние между отцом и мужем Евы зашло в тупик.                                                            |         |                                                          |                       |             |                     |
| 29 | 4       | «Свободные Дивы» «Divas Unchained»                       | 28 сентября 2014 года | 304         | 0.99                |
| Нэтти отдыхает без Ти-Джея и к ней начал оказывать знаки внимания неожиданный коллега. Между тем, неспособность Тринити заниматься сексом расстраивает Джона. Брайан и Никки шокируют Бри, когда они объединились и влезли туда куда не стоило.                                                                          |         |                                                          |                       |             |                     |
| 30 | 5       | «Ну прямо испугал» «Scared Straight»                     | 5 октября 2014 года   | 305         | 1.05                |
| Бри абсолютно бессильна в ситуации, когда травма Брайана обостряется. Тем временем мать Арианы звонит и просит о серьёзной помощи. Ева шокирована, тем, что Джонатан принимает опасное решение без ее согласия. |         |                                                          |                       |             |                     |
| 31 | 6       | «Покрасьте остров в красный цвет» «Paint the Island Red» | 12 октября 2014 года  | 306         | 0.88                |
| Сексуальная холостяцкая жизнь Евы на Кюрасао накаляется, когда Ти Джей разрушает надежды Нэтти возродить их брак. Никки считает, что она потеряла свою сестру-близняшку. Ариана игнорирует все желания Винни. |         |                                                          |                       |             |                     |
| 32 | 7       | «Двойной крест» «The Double-Cross»                       | 12 октября 2014 года  | 307         | 0.97                |
| Никки ошарашена узнав, что у Джон есть тайна о которой она не знает. Роза не знает, что на занятиях она конкурирует с игроком НФЛ. Нелестные комментарии Нэтти репортеру заставляют Ти Джея принять крайние меры. |         |                                                          |                       |             |                     |
| 33 | 8       | «Кросс-Кантри Катастрофа» «Cross Country Catastrophe»    | 19 октября 2014 года  | 308         | 0.86                |
| Все выходит из-под контроля, когда Роза застаёт Саммер со своим мужчиной. Между тем, то, что начинается как семейная поездка для Евы и Арианы, заканчивается полным провалом. Бри обескуражена узнав узнает, что Брайан следит за ней.                                                                                   |         |                                                          |                       |             |                     |
| 34 | 9       | «Папина маленькая девочка» «Daddy's Little Girl»         | 19 октября 2014 года  | 309         | 0.83                |
| Ева срывается на Джонатана и Бри, когда осознаёт, что у её отца неизлечимый рак. План Арианы нанять Никки в качестве своего агента по недвижимости проваливается, а Нэтти и Ти Джей сталкиваются с суровой реальностью развода.                                                                                          |         |                                                          |                       |             |                     |
| 35 | 10      | «Дивы захватывают власть» «The Divas Are Taking Over»    | 26 октября 2014 года  | 310         | 1.13                |
| В день проведения SummerSlam и свадьбы Евы, Бри встречается с Джоном за спиной Никки, что приводит к взрывоопасным последствиям, а Нэтти попадает в неловкую ситуацию, когда правда о ее браке раскрывается Дивам. |         |                                                          |                       |             |                     |
| 36 | 11      | «Её высочество» «Her Highness»                           | 4 января 2015 года    | 311         | 1.41                |
| Во второй половине сезона Total Divas в семье Белл вспыхивает скандал, когда Никки узнает правду о Джоне. Тем временем член семейства профессиональных промоутеров и рестлеров из Великобритании Пейдж присоединяется к съёмкам реалити. Нэтти предпринимает отчаянные меры, чтобы не попасться на незаконных действиях. |         |                                                          |                       |             |                     |
| 37 | 12      | «Ребёнка не будет» «Baby Not On Board»                   | 11 января 2015 года   | 312         | 1.30                |
| Ева ошарашила Джонатана новостью, которую должна была сообщить ему еще до свадьбы. Никки в отместку игнорирует семью сестры. Работа Розы оказывается под угрозой, когда непристойный план Дивы узнают в WWE. |         |                                                          |                       |             |                     |
| 38 | 13      | «Двойная утечка» «Twin Leaks»                            | 18 января 2015 года   | 313         | 1.25                |
| Ева сталкивается с опасной для жизни медицинской проблемой. Пейдж становится слишком близко к Нэтти на ринге, а дружеское соревнование между Никки и Джоном приводит в серьезному падению. |         |                                                          |                       |             |                     |
| 39 | 14      | «Нарушение безопасности» «Insecurity Breach»             | 25 января 2015 года   | 314         | 1.25                |
| Ариана за спиной Евы, объединяясь с Джонатаном, чтобы противостоять Ева Мари с серьезной проблемой. Тем временем, Бри опасается за свою жизнь после того, как ее дом был взломан. Пейдж сталкивается с последствиями отправки смешанных сигналов.                                                                        |         |                                                          |                       |             |                     |
| 40 | 15      | «Девочка против девочки, пока» «Girl vs. Girl Bye»       | 8 февраля 2015 года   | 315         | 1.08                |
| Бри признает, что она не использует защиту, что может означать конец Близняшек Белла. Тем временем Нэтти вынуждена работать с Ти Джеем, несмотря на их размолвку, а попытка Арианы выяснить, почему Алисия ненавидит ее, заканчивается неудачей.                                                                         |         |                                                          |                       |             |                     |
| 41 | 16      | «Все приветствуют режим Бри» «All Hail Brie Mode»        | 15 февраля 2015 года  | 316         | 0.91                |
| Бри и Пейдж штурмуют Великобританию, заставляя Никки беспокоиться, что безбашенное поведение Бри поставит под угрозу их выступление на ринге. Нэтти просит Ти Джеея помочь с семейными проблемами, а Алисия находится не в своей тарелке, столкнувшись со своим бывшим парнем.                                           |         |                                                          |                       |             |                     |
| 42 | 17      | «Мои деньги, мой кошелёк» «Mo' Money, Mo' Purses»        | 22 февраля 2015 года  | 317         | 1.06                |
| Нэтти берет на себя работу по ремонту дома своей мамы. Бри пытается снизить неконтролируемые расходы Николь, а Ева Мари создает список для своего отца, опасаясь худшего для его здоровья. |         |                                                          |                       |             |                     |
| 43 | 18      | «Модель поведения» «Model Behavior»                      | 1 марта 2015 года     | 318         | 1.40                |
| Ариане стыдно за своего отца, во время его знакомства с семьей Винни. Нэтти не восторге нового выбор Ти Джеея в карьеры, когда ему приходится общаться с моделями, а Пейдж негодует, когда WWE запрещают ей делать татуировку.                                                                                           |         |                                                          |                       |             |                     |
| 44 | 19      | «Непристойное поведение» «Indecent Exposure»             | 8 марта 2015 года     | 319         | 1.21                |
| Пейдж озвучивает свою новую идею для отпуска "Три Амига" в Ки-Уэсте. Беллы шокированы обнаженной фотографией своего брата, а Нэтти встречается с Grumpy Cat. |         |                                                          |                       |             |                     |
| 45 | 20      | «Новая чемпионка Див» «The New Divas Champion»           | 8 марта 2015 года     | 320         | 1.28                |
| В финале 3-го сезона Беллы подумывают о том, чтобы подписать контракт еще на три года в качестве активных участниц на ринге. Тем временем Пейдж просит Брэдли переехать в Лос-Анджелес, прежде чем узнав о скелете в его шкафу, а муж Евы ставит под угрозу её участие в WWE.                                            |         |                                                          |                       |             |                     |

## Рейтинги
| № серии | Название                        | Дата премьеры         | Зрители | Рейтинг | Ранг за неделю на кабельном |
| ------- | ------------------------------- | --------------------- | ------- | ------- | --------------------------- |
| 1       | Сохранение яйцеклетки           | 7 сентября 2014 года  | 1.20    | 0.6     | N/A                         |
| 2       | Мой брак, мои проблемы          | 14 сентября 2014 года | 0.97    | N/A     | N/A                         |
| 3       | Придорожная драка               | 21 сентября 2014 года | 1.18    | 0.5     | N/A                         |
| 4       | Свободные Дивы                  | 28 сентября 2014 года | 0.99    | N/A     | N/A                         |
| 5       | Ну прямо испугал                | 5 октября 2014 года   | 1.05    | 0.6     | N/A                         |
| 6       | Покрасьте остров в красный цвет | 12 октября 2014 года  | 0.88    | 0.4     | N/A                         |
| 7       | Двойной крест                   | 12 октября 2014 года  | 0.97    | 0.5     | N/A                         |
| 8       | Кросс-Кантри Катастрофа         | 19 октября 2014 года  | 0.86    | 0.4     | N/A                         |
| 9       | Папина маленькая девочка        | 19 октября 2014 года  | 0.83    | 0.4     | N/A                         |
| 10      | Дивы захватывают власть         | 26 октября 2014 года  | 1.13    | N/A     | N/A                         |
| 11      | Её высочество                   | 4 января 2015 года    | 1.41    | 0.7     | N/A                         |
| 12      | Ребёнка не будет                | 11 января 2015 года   | 1.30    | N/A     | N/A                         |
| 13      | Двойная утечка                  | 18 января 2015 года   | 1.25    | 0.6     | N/A                         |
| 14      | Нарушение безопасности          | 25 января 2015 года   | 1.25    | N/A     | N/A                         |
| 15      | Девочка против девочки, пока    | 8 февраля 2015 года   | 1.25    | 0.5     | N/A                         |
| 16      | Все приветствуют режим Бри      | 15 февраля 2015 года  | 0.91    | 0.5     | N/A                         |
| 17      | Мои деньги, мой кошелёк         | 22 февраля 2015 года  | 1.06    | 0.5     | N/A                         |
| 18      | Модель поведения                | 1 марта 2015 года     | 1.40    | 0.7     | N/A                         |
| 19      | Непристойное поведение          | 8 марта 2015 года     | 1.21    | 0.6     | N/A                         |
| 20      | Новая чемпионка Див             | 8 марта 2015 года     | 1.28    | 0.5     | N/A                         |